# Macey (Manche)
Macey település Franciaországban, Manche megyében. Lakosainak száma 108 fő (2018. január 1.). Macey Tanis, La Croix-Avranchin, Pontorson, Servon, Vergoncey és Vessey községekkel határos.

## Népesség
A település népességének változása:
| Lakosok száma | 192  | 153  | 122  | 109  | 98   | 107  | 117  | 126  | 108  | 108  |
|               | 1962 | 1968 | 1982 | 1990 | 1999 | 2008 | 2011 | 2013 | 2017 | 2018 |